# Folkeafstemningen på Færøerne 2012
Folkeafstemningen på Færøerne 2012 var en rådgivende folkeafstemning, der tog stilling til et forslag om kommunesammenlægning. Folkeafstemningen blev gennemført 3. maj 2012 indenfor syv regioner, hvor vælgerne måtte tage stilling til hvorvidt kommunerne i deres region skulle slås sammen til en storkommune. Færøerne havde på dette tidspunktet ca. 49 000 indbyggere og 30 kommuner. Et flertal af vælgerne i alle regioner stemte imod forslaget, der således bortfaldt.

## Politisk baggrund og lovhjemmel
Spørgsmålet om kommunesammenlægning og uddelegering af flere opgaver og arbejdsområder til kommunerne blev diskuteret i 20–25 år før folkeafstemningen. Fólkaflokkurin, Javnaðarflokkurin og Miðflokkurin havde talt for frivillige sammenslutninger, mens Sambandsflokkurin, Tjóðveldi og Sjálvstýrisflokkurin havde åbnet for brug af tvang via lovgivning i Lagtinget. Framsókn havde ønsket at udarbejde et lovforslag i Lagtinget og sende dette til folkeafstemning i én valgkreds, og kritiserede derfor processen.
I efteråret 2011 kundgjorde regeringen Kaj Leo Johannesen II i sin samarbejdsaftale, at den ville overføre ansvaret for folkeskole og ældreomsorg til kommunerne fra 1. januar 2014, og at antallet af kommuner måtte reduceres.
Folkeafstemningen blev kundgjort af indenrigsminister Kári P. Højgaard 20. december 2011. Folkeafstemningen tog udgangspunkt i §7 i loven om frivillige kommunesammenlægninger og mellemkommunalt samarbejde om lovpålagte tjenester. Regionerne var defineret ud fra §2 i samme lov. Selve gennemførelsen af afstemningen blev hjemlet i loven om kommunalbestyrelsesvalg. Stemmeberettigede var derfor de som opfyldte kravene til at stemme ved almindelige kommunalvalg.

## Foreslåede storkommuner
Vælgerne tog stilling til sammenslutning til storkommuner i følgende regioner (indbyggertal per 1. januar 2012):
1. Norðoyar (Fugloy, Viðareiði, Hvannasund, Klaksvík, Kunoy og Húsar), 5 821 indbyggere.
2. Eysturoy (Fuglafjørður, Eysturkommuna, Nes, Runavík og Sjógv), 9 451 indbyggere.
3. Sundalagið (Eiði og Sunda kommuna), 2 334 indbyggere.
4. Streymoy (Vestmanna, Kvívík og Tórshavn), 21 601 indbyggere.
5. Vágar (Sørvágur og Vágar), 3 076 indbyggere.
6. Sandoy (Skopun, Sandur, Skálavík, Húsavík og Skúvoy), 1 325 indbyggere.
7. Suðuroy (Hvalba, Tvøroyri, Fámjin, Hov, Porkeri, Vágur og Sumba), 4 676 indbyggere.

## Afstemningens resultat
Der var 60 valgsteder, og 32,7 % af de stemmeberettigede afgav deres stemme.
|            | For sammenslutning | For sammenslutning | Imod sammenslutning | Imod sammenslutning | Ugyldige stemmer | Ugyldige stemmer | I alt  | Stemmeberettigede | Valgdeltagelse |
| ---------- | ------------------ | ------------------ | ------------------- | ------------------- | ---------------- | ---------------- | ------ | ----------------- | -------------- |
| Norðoyar   |                    | 47,6%              |                     | 52,4%               |                  |                  | 1 149  | 4 351             | 26,0 %         |
| Eysturoy   |                    | 36,3%              |                     | 63,7%               |                  |                  | 2 964  | 6 929             | 43,0 %         |
| Sundalagið |                    | 41,1%              |                     | 58,9%               |                  |                  | 569    | 1 690             | 34,0 %         |
| Streymoy   |                    | 27,8%              |                     | 72,2%               |                  |                  | 3 508  | 15 763            | 22,0 %         |
| Vágar      |                    | 63,3%              |                     | 36,7%               |                  |                  | 1 163  | 2 227             | 52,0 %         |
| Sandoy     |                    | 47,6%              |                     | 52,4%               |                  |                  | 555    | 1 008             | 55,0 %         |
| Suðuroy    |                    | 34,5%              |                     | 65,5%               |                  |                  | 1 729  | 3 558             | 49,0 %         |
| I alt      |                    |                    |                     |                     |                  |                  | 11 637 | 35 526            | 32,7 %         |